# Pedro Antonio Molina
Pedro Antonio Molina (El Cerrito, 31 de enero de 1851 - Manizales, 20 de octubre de 1924) fue un político colombiano. Miembro del Partido Conservador Colombiano.

## Biografía
Designado como ministro de guerra en el gobierno de Miguel Antonio Caro, ministro de gobierno en el gobierno de Manuel Antonio Sanclemente, ministro de hacienda en el gobierno de José Manuel Marroquín. 
Fue gobernador del Cauca entre el 9 de mayo de 1904 al 15 de diciembre de 1904.
Electo senador en múltiples ocasiones entre 1888 a 1890, en 1901 y de 1911 a 1918, fue presidente del Senado en 1912 y de 1914 a 1916. Fue precandidato presidencial por el Partido Conservador Colombiano para el periodo de 1898-1902, ministro de relaciones exteriores en el gobierno de José Vicente Concha y segundo Designado Presidencial y ministro de gobierno y de relaciones exteriores durante el gobierno de Marco Fidel Suárez.  
Fue gobernador del Valle del Cauca entre el 15 de septiembre de 1924 al 20 de octubre de 1924 muriendo en ejercicio del cargo. 

## Homenajes
Lleva su nombre en la Institución educativa Pedro Antonio Molina. 